# Jorge Nova da Costa
Jorge Nova da Costa (São Luís, 13 de dezembro de 1925) é um engenheiro agrônomo e político brasileiro que foi governador do Amapá, o último antes de sua elevação a estado por força da Constituição de 1988.

## Dados biográficos
Filho de Simeão Pereira da Costa e Antonieta Nova da Costa. Estudou na capital maranhense até ir morar no Rio de Janeiro, onde formou-se engenheiro agrônomo em 1949 pela Universidade Federal Rural do Rio de Janeiro. Um ano após a graduação tornou-se funcionário do governo do então Território Federal do Amapá e exerceu a chefia da Seção de Fomento Agrícola do Ministério da Agricultura entre setembro de 1960 e abril de 1961 quando deixou um cargo para administrar uma fazenda em Santarém, onde permaneceu por nove meses. Em março de 1962 assumiu a chefia da Inspetoria Regional de Fomento Agrícola do Ministério da Agricultura em Minas Gerais e no ano seguinte tornou-se administrador do Parque Nacional de Brasília e pouco depois voltou a Minas Gerais onde chegou a dirigir o Serviço de Promoção Agropecuária do Ministério da Agricultura.
Bacharel em Economia pela Universidade Federal de Minas Gerais em 1966, comandou a Superintendência de Desenvolvimento do Centro-Oeste (SUDECO) entre abril e junho de 1976 durante o Governo Ernesto Geisel. No governo do presidente João Figueiredo tornou-se subsecretário de operações da Secretaria Especial da Defesa Civil sob a gestão de Mário Andreazza no hoje extinto Ministério do Interior. Quando José Sarney chegou à presidência da República, o nomeou superintendente adjunto de operações da Superintendência do Desenvolvimento do Nordeste (SUDENE), da qual foi superintendente interino entre abril e maio de 1985, mês em que foi nomeado governador do Amapá, cargo onde permaneceu por cinco anos. Candidato a deputado federal pelo PMDB em 1990, não obteve êxito.
Fundador do Instituto Superior de Estudos da Amazônia (ISEA) e membro da Associação Brasileira de Emergência Rádio Cidadão (ABERC), da Associação de Secretários do Território Federal do Amapá, da Associação dos Engenheiros Agrônomos do Território Federal do Amapá e da Academia Amapaense de Letras, foi assessor dos governadores maranhenses João Alberto Souza e Edison Lobão até assumir a mesma função quando Jader Barbalho voltou ao governo do Pará pela segunda vez. Filiado ao PMDB foi eleito primeiro suplente do senador José Sarney em 1998, exerceu o mandato sob convocação e figurou como segundo suplente do mesmo político em 2006.